# Kateřina Libštejnská z Kolovrat
Kateřina Libštejnská z Kolovrat (německy Katharina Kolowrat von Liebsteinsky, rozená Boymont zu Payrsberg, 11. května 1562 Innsbruck – 23. června 1618 Vídeň) byla rakouská šlechtična z Tyrolska, která se provdala do českého rodu Libštejnských z Kolovrat. Působila jako dvorní dáma v nejvyšších rakouských společenských kruzích: nejprve na dvoře Filipíny Welserové, poté Anny Kateřiny Gonzagové a v letech 1611 až 1618 byla nejvyšší hofmistryní císařovny Anny.

## Život

### Původ
Pocházela ze staré bohaté tyrolské šlechtické rodiny. Jejími rodiči byli plukovní rada Martin Boymont zu Payrsberg († 1570), který byl spolu se svým bratrem Jakobem povýšen roku 1568 arcivévodou Ferdinandem II. Tyrolským do dědičného stavu barona, a Kateřina, rozená Ungelter zu Deissenhausen.
Od mládí sloužila jako dvorní dáma Filipíny Welserové u dvora v Innsbrucku. Tam se pravděpodobně seznámila se svým budoucím manželem, dvořanem Janem Libštejnským z Kolovrat, komorníkem arcivévody Ferdinanda II. Tyrolského a synovcem Filipíny Welserové. Jan žil v Innsbrucku od roku 1560. V roce 1575 se stal pážetem císaře Rudolfa II. a poté se vrátil do Innsbrucku jako číšník a stolník. Na svatého Pavla roku 1578 bylo prostřednictvím arcivévody Ferdinanda II. oznámeno zasnoubení mezi „dobrou slečnou Catharinou zu Boimundt und Pairsberg“ a Janem Libštejnským z Kolovrat.

### Kolowratská svatba
Svatba se konala 14. února 1580 v Praze. Arcivévoda Ferdinand II. uspořádal na počest přízněnců své manželky Filipíny okouzlující několikadenní svatební hostinu. Vládnoucí princ využil tuto událost především pro vlastní vystavení a inscenaci. Festival začal 14. února 1580 v Innsbruckém Novém Městě závodem o prsten o třech dějstvích, ve kterém musel každý účastník nastoupit s maskou, dne 15. února s turnajem mytologických a kosmologických témat, ve kterém vystoupil sám arcivévoda jako korunovaný Jupiter, oděný do drahých hábitů na pozlaceném voze, a skončil 16. února s mezinárodními duely před vévodským zámkem. Událost je zachycena na sérii v akvarelových mědirytin, tzv. "Kolowratském kodexu". Jako svatební dar od císaře Rudolfa II. obdržel novomanželský pár z rukou svobodného pána z Wolkensteinu pozlacený pohár. 
Z domluveného manželství, které podle všeho dopadlo šťastně, vzešli čtyři synové a jedna dcera.

### Hofmistryně
Po smrti Filipíny v dubnu roku 1580 působila od roku 1582 jako komorná Anny Kateřiny Gonzagové, druhé manželky Ferdinanda II., která v roce 1611 odešla do kláštera. Kateřina pak 1. prosince 1611 ve Vídni přistoupila ke dvoru jako hofmistryně ve službách arcivévodkyně Anny Tyrolské, manželky císaře Matyáše. Ve své funkci se zúčastnila korunovace Anny na císařovnu ve Frankfurtu nad Mohanem v roce 1612 a v Praze v roce 1613.[zdroj?] Jako šéfka dvora převzala mimo jiné správu financí císařské domácnosti. Kromě dvorské šlechty měla k dispozici dva placené sluhy a jednoho sluhu nájemního. Její plat byl 400 zlatých. V roce 1615 jí v závěti odkázal její manžel, který zemřel 14. září 1616, celý rodinný majetek. 
Kateřina Libštejnská z Kolovrat zemřela 23. června 1618 ve Vídni. Pohřbena byla v kapli rodu Harrachů v kostele svatého Tomáše na Malé Straně v Praze. V úřadu hofmistryně ji v roce 1618 vystřídala hraběnka Margarethe von Mörsberg. Také její dcera Benigna Kateřina sloužila jako dvorní dáma císařovny Anny.

## Potomstvo
Z manželství s Janem Libštejnským von Kolowrat (1552–1616) se narodily tyto děti:
1. Ferdinand Vilém (1581–1659), jezuita v Innsbrucku
2. Benigna Kateřina (nar. 1582); 1. ⚭ Jan Kryštof Popel z Lobkowicz († 1613); 2. ⚭ baron Jan von Wolkenstein-Rodenegg (1585–1649)
3. Albrecht (1583–1648); ⚭ Sabina Viktoria von Wolkenstein (1596–1684)
4. Jan Jiří (1584–1610), kanovník v Regensburgu a Breslau, kanovník v Pasově
5. Ondřej Karel (1586–1603)

Jeho vnuky byli mj. diplomat, odvolací rada a poručík Království českého hrabě František Karel Libštejnský z Kolovrat a pražský arcibiskup hrabě Jan Vilém Libštejnský z Kolovrat.